# Salle de spectacle

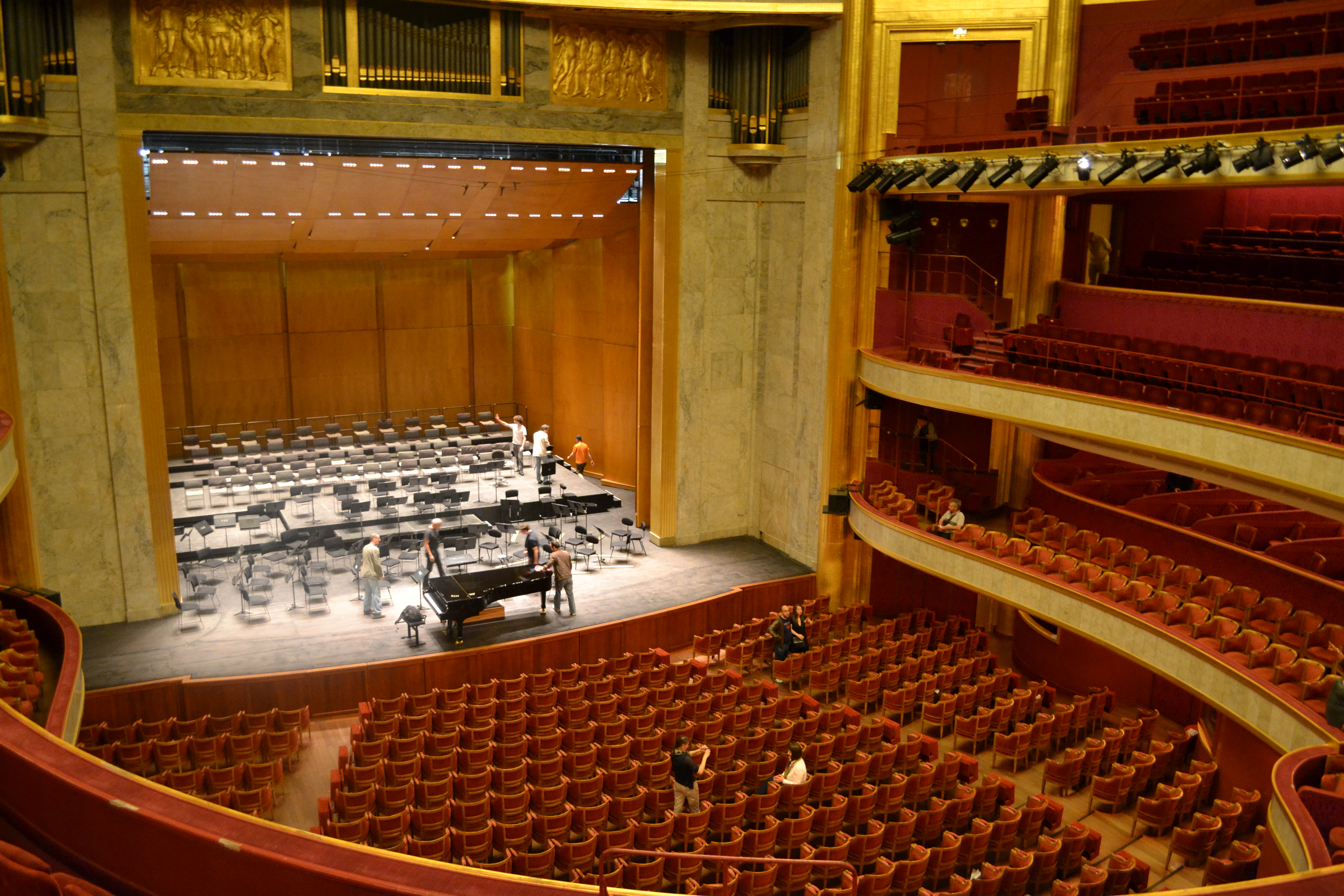
La salle du théâtre des Champs-Élysées à Paris.

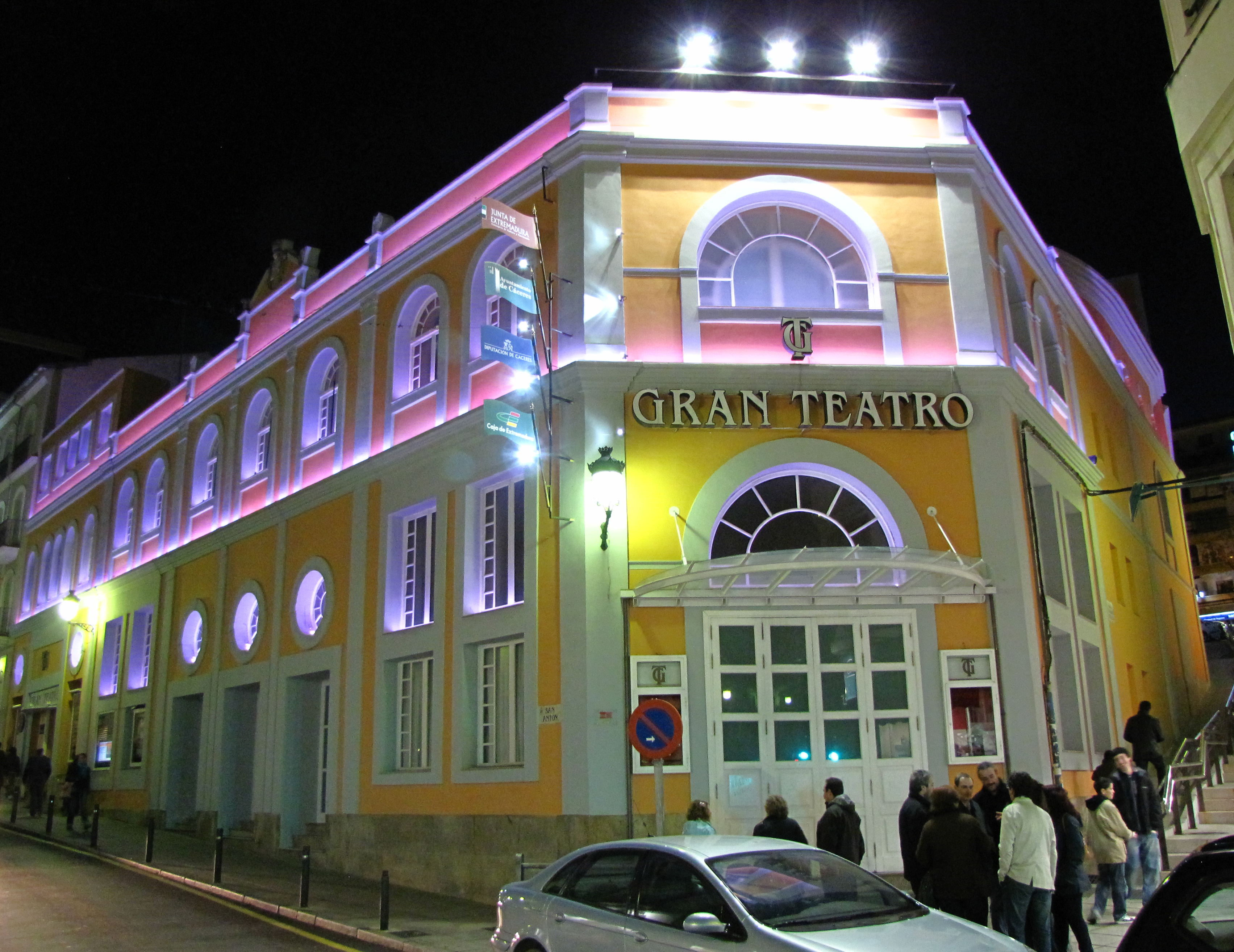
Le Grand Théâtre, salle de spectacle de Cáceres (Espagne).

Une salle de spectacle est une salle destinée à recevoir des représentations de spectacles vivants.
La salle adopte différentes formes principalement en fonction des représentations qui y sont données. De nombreuses salles des fêtes permettent d'accueillir des spectacles en installant une estrade pour la scène et des sièges. La définition d'une salle de spectacle peut donc se limiter à un espace fermé ou non, avec un espace surélevé servant de scène et un espace accueillant les spectateurs.
Mais la salle de spectacle ne se limite pas à une scène et des sièges, chacun des éléments peut disparaître selon les besoins scéniques et d'autres peuvent s'ajouter comme un espace de projection, des rideaux, des balcons, une fosse pour un orchestre ou des spectateurs debout, etc. 
Exemples de salles de spectacle :
- cirque ;
- salle de cinéma ;
- salle de concert ;
- auditorium ;
- salle de théâtre ;
- salle d'opéra ;
- salle accueillant un défilé de mode ;
- les grandes salles de spectacle (aréna ou Zénith)
- les attractions répondant à la définition.